# Gregorio López-Bravo
Gregorio López-Bravo de Castro, né le 29 décembre 1923 à Madrid et mort à Bilbao le 19 février 1985, est un homme politique espagnol sous la dictature franquiste.